# Просторно планирање
Просторно планирање се бави организацијом, уређењем и опремањем неког простора како би становници тог простора квалитетније живели.
Европска повеља о просторном планирању из 1983. године са Европске конференције министара просторног планирања (ЦЕМАТ)  која се те године одржавала у шпанском граду Торемолинос дефинише просторно планирање на следећи начин:
Регионално/просторно планирање је географски израз економске, социјалне, културне и еколошке политике читавог друштва. Оно је истовремено научна дисциплина, административна вештина и политика замишљена као интердисциплинарни и глобални приступ који тежи одрживом развоју региона и организацији простора према замисли водиљи.

## Тематске области у просторним плановима
Просторно планирање је интердисциплинарна научна област и вештина која користи интегрални приступ узимајући у обзир концепт одрживог развоја и његове основне три тематске целине - природу, друштво и привреду, које се деле на многобројне тематске области и подобласти. Циљ интегралног приступа је повезивање различитих тематских области чији се интереси преплићу на одређеном простору. За тематске области се често користи назив сектори. Да би просторни планови били квалитетни потребно је анализирати одређени простор са различитих гледишта. Основне тематске области које треба узети у обзир у процесу просторног планирања су: природни ресурси, становништво, урбана и рурална насеља, привреда, инфраструктура, јавне службе, животна средина, природна и културна баштина.

## Нивои планирања
Просторно планирање се спроводи на различитим просторним нивоима и то су: 
- локални,
- регионални и
- државни.

Ова три нивоа су регулисана националним законодавством.
Наднационални ниво планирања је стратешког карактера. У Европи се сарадњом из области просторног планирања баве Савет Европе (ЦЕМАТ) и Европска унија (Дирекција за регионалну политику Европске комисије) . Референтни документи су ППРЕУ из 1999. године и Територијална агенда из 2007, ревидирана 2011. и 2020. године. У оквиру регионалне политике ЕУ дефинисана су три вида међународне територијалне сарадње: прекогранични, транснационални и интеррегионални.
Институције из система Уједињених нација које се баве проблемима просторног планирања су UN Habitat ,  ,   Архивирано на веб-сајту  (21. фебруар 2009), UNESCO (програми Мост и МаБ). Најзначајније међународно удружење урбаниста и просторних планера је ISoCaRP - International Society of City and Regional Planners . Светска мрежа асоцијација планерских школа зове се GPEAN - Global Planning Education Association Network  Архивирано на веб-сајту  (3. септембар 2011) и окупља континенталне асоцијације школа просторног планирања међу којима је и европска асоцијација AESOP - Association of European Schools of Planning . Референтни документ су Међународне смернице за урбанистичко и просторно планирање из 2015. године .

## Просторно планирање у Републици Србији
Ресорни закон у Србији је Закон о планирању и изградњи од 31. августа 2009. године, Службени гласник Републике Србије 72/09. Као врсте планова су дефинисани следећи плански документи:
- просторни план Републике Србије,
- регионални просторни планови,
- просторни планови подручја посебне намене,
- просторни планови општина и градова и
- урбанистички планови.

Претходни закон о просторном планирању из 2003. године је на републичком нивоу предвидео израду Стратегије просторног развоја Србије која је завршена у јулу 2009. године и шема просторног развоја које иако су биле предвиђене законом нису урађене. Израда ове две врсте планских докумената није предвиђена законом из 2009. године.

## Просторно планирање у Републици Српској
Ресорни закон у Републици Српској је Закон о уређењу простора и грађењу од 8. маја 2013. године, Службени гласник Републике Српске 40/13. Стратешки документи просторног уређења дефинисани овим законом су:
- просторни план Републике Српске,
- просторни план подручја посебне намјене и
- просторни план једне или више јединица локалне самоуправе и
- урбанистички план.

Одлуком Владе Републике Српске из децембра 2011. године Нови урбанистички завод Републике Српске из Бањалуке  је постао наследник Урбанистичког завода Републике Српске који је у фебруару 1993. године проглашен институцијом од националног значаја за просторно планирање.

## Просторно планирање у Црној Гори
Ресорни закон у Црној Гори је Закон о планирању простора и изградњи објеката од 6. октобра 2017. године, Службени лист Црне Горе 64/17. Плански документи дефинисани овим законом су: 
- Просторни план Црне Горе и
- план генералне регулације.